# Leontodon

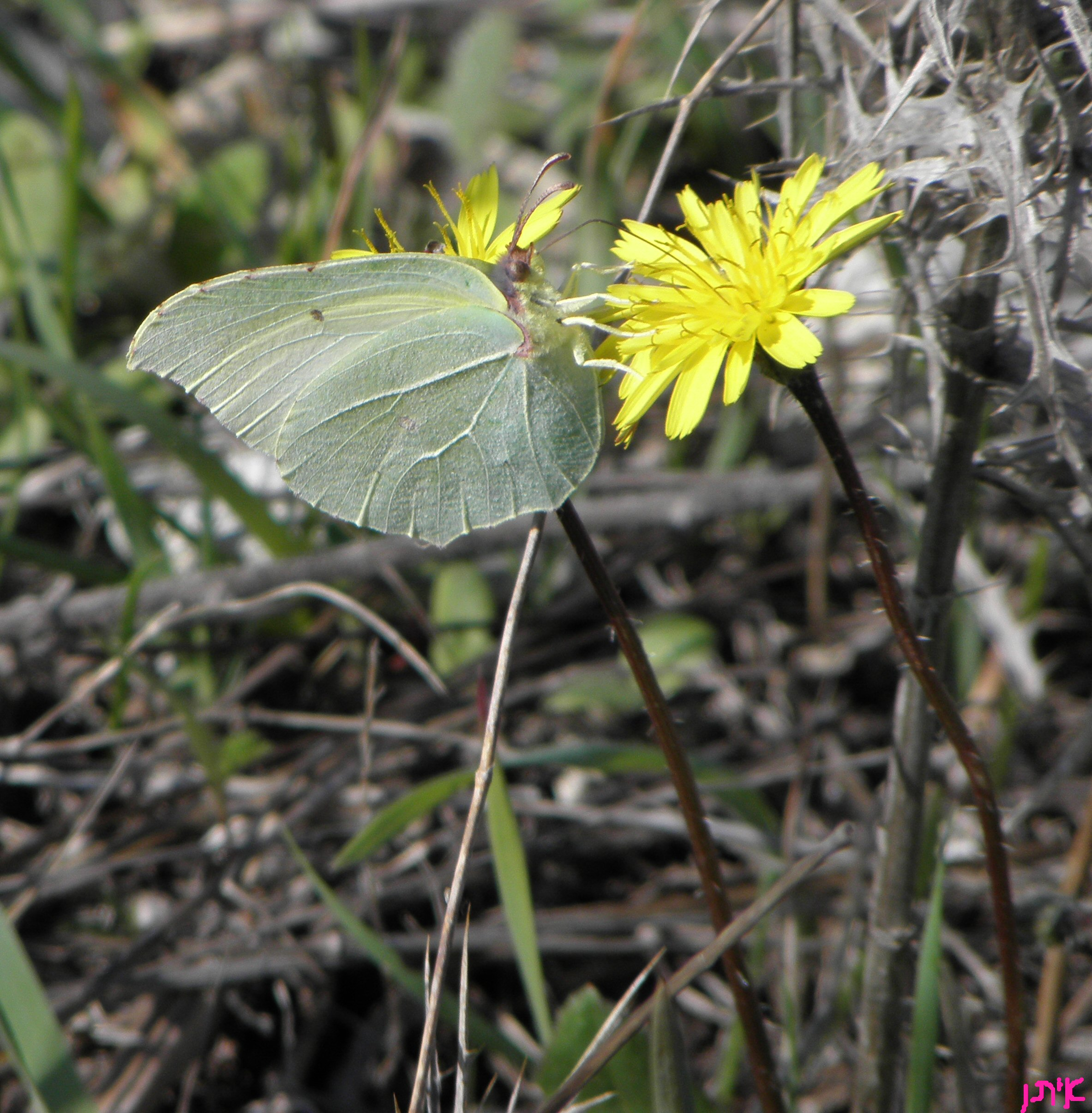
mamelletes (Leontodon tuberosus) amb papallona

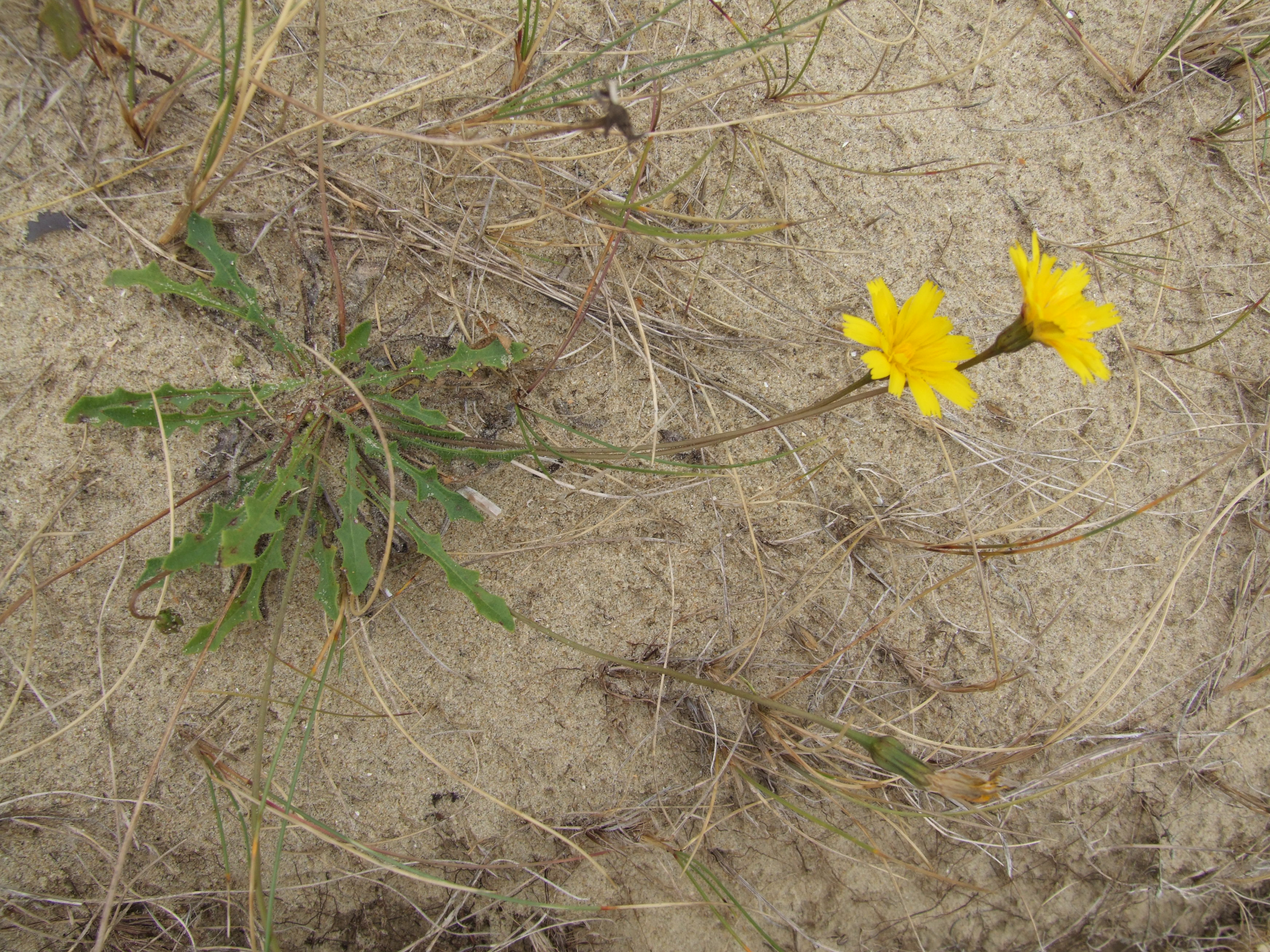
Leontodon saxatilis

Leontodon és un gènere de plantes amb flor de la família de les asteràcies.

## Taxonomia
Hi ha unes 20 espècies; cal mencionar:
- Leontodon autumnalis - ales serrades
- Leontodon carpetanus - lletsó, leòntodon carpetà
- Leontodon crispus -leòntodon cresp
- Leontodon croceus
- Leontodon hellenicus - leòntodon grec
- Leontodon hirtus
- Leontodon hispanicus (syn. Picris hispanica) - leòntodon hispànic
- Leontodon hispidus - queixalets
- Leontodon incanus - leòntodon de flor menuda
- Leontodon keretinus
- Leontodon marrocanus - leòntodon del Marroc
- Leontodon montanus
- Leontodon pyrenaicus - leòntodon pirinenc
- Leontodon saxatilis - leòntodon de roca
- Leontodon hyoseroides
- Leontodon taraxacoides - morro de porcell
- Leontodon tuberosus - mamelletes, herba de mamelleta de vaca, mamelletes de monja, mamelludetes, cabotetes, nualós